# Медаль заслуг технической поддержки (Южный Вьетнам)
Медаль заслуг технической поддержки — военная награда Южного Вьетнама.

## Описание
Медалью заслуг технической поддержки награждаются военнослужащие, которые при исполнении обязанностей технического характера, продемонстрировали выдающийся профессиональный потенциал, инициативность и преданность долгу. Главным образом эта медаль вручалась тем, кто занимался поддержкой и содержанием частей, дислоцированных на передовых фронтах вьетнамской войны. Иностранным военнослужащим медаль вручалась редко.
Медаль состояла из II классов:
- I - для офицеров
- II - для рядового состава.